# Madagaszkári székicsér
A madagaszkári székicsér (Glareola ocularis) a madarak osztályának lilealakúak (Charadriiformes) rendjébe, ezen belül a székicsérfélék (Glareolidae) családjába tartozó faj.

## Rendszerezése
A fajt Jules Verreaux francia ornitológus írta le 1833-ban.

## Előfordulása
Madagaszkáron fészkel, telelni a Comore-szigetek, Etiópia, Kenya, Mozambik, Szomália és Tanzánia területére vonul.
Természetes élőhelyei a szubtrópusi és trópusi szezonálisan elárasztott gyepek, parti homokdűnék, sziklás tengerpartok, torkolatok, sós mocsarak, édesvízi tavak, folyók és patakok környéke.

## Megjelenése
Testhossza 25 centiméter, testtömege 82-103 gramm.

## Természetvédelmi helyzete
Az elterjedési területe nagy, egyedszáma 3300-6700 példány közötti és gyorsan csökken. A Természetvédelmi Világszövetség Vörös listáján sebezhető fajként szerepel.